# Geranium nivale
Espèce
Geranium nivale est une espèce de plantes herbacées sauvages de la famille des Geraniaceae.